# حسین‌آباد (سنندج)
حسین‌آباد  شهری از توابع بخش حسین آباد شهرستان سنندج در استان کردستان ایران است.

## جمعیت
این شهر در بخش حسین آباد قرار دارد و براساس سرشماری مرکز آمار ایران در سال ۱۳۸۵، جمعیت آن ۱٬۲۹۳ نفر (۳۲۲خانوار) بوده‌است.